# Sparkia
Sparkia là một chi bướm đêm thuộc họ Noctuidae.

## Loài
- Sparkia immacula (Grote, 1883)